# Brains-sur-Gée
Brains-sur-Gée est une commune française, située dans le département de la Sarthe en région Pays de la Loire, peuplée de 781 habitants.
La commune fait partie de la province historique du Maine, et se situe dans la Champagne mancelle.

## Géographie
Brains-sur-Gée est un village sarthois du canton de Loué situé à 17 km à l'ouest du Mans et bordé par la Gée.

### Communes limitrophes
| Amné                   |                      |                 |
| Auvers-sous-Montfaucon | Brains-sur-Gée       | Coulans-sur-Gée |
|                        | Crannes-en-Champagne | Souligné-Flacé  |

### Climat
Pour des articles plus généraux, voir Climat des Pays de la Loire et Climat de la Sarthe.
En 2010, le climat de la commune est de type climat océanique dégradé des plaines du Centre et du Nord, selon une étude du CNRS s'appuyant sur une série de données couvrant la période 1971-2000. En 2020, Météo-France publie une typologie des climats de la France métropolitaine dans laquelle la commune est exposée à un climat océanique et est dans la région climatique  Moyenne vallée de la Loire, caractérisée par une bonne insolation (1 850 h/an) et un été peu pluvieux. 
Pour la période 1971-2000, la température annuelle moyenne est de 11 °C, avec une amplitude thermique annuelle de 14,3 °C. Le cumul annuel moyen de précipitations est de 734 mm, avec 12 jours de précipitations en janvier et 7 jours en juillet. Pour la période 1991-2020, la température moyenne annuelle observée sur la station météorologique de Météo-France la plus proche, sur la commune du Mans à 17 km à vol d'oiseau, est de 12,4 °C et le cumul annuel moyen de précipitations est de 693,4 mm,. Pour l'avenir, les paramètres climatiques de la commune estimés pour 2050 selon différents scénarios d'émission de gaz à effet de serre sont consultables sur un site dédié publié par Météo-France en novembre 2022.

## Urbanisme

### Typologie
Au 1er janvier 2024, Brains-sur-Gée est catégorisée bourg rural, selon la nouvelle grille communale de densité à sept niveaux définie par l'Insee en 2022.
Elle est située hors unité urbaine. Par ailleurs la commune fait partie de l'aire d'attraction du Mans, dont elle est une commune de la couronne,. Cette aire, qui regroupe 144 communes, est catégorisée dans les aires de 200 000 à moins de 700 000 habitants,.

### Occupation des sols
L'occupation des sols de la commune, telle qu'elle ressort de la base de données européenne d’occupation biophysique des sols Corine Land Cover (CLC), est marquée par l'importance des territoires agricoles (97,7 % en 2018), une proportion sensiblement équivalente à celle de 1990 (98,4 %). La répartition détaillée en 2018 est la suivante : 
prairies (52,4 %), terres arables (41,6 %), zones agricoles hétérogènes (3,8 %), zones urbanisées (2,3 %). L'évolution de l’occupation des sols de la commune et de ses infrastructures peut être observée sur les différentes représentations cartographiques du territoire : la carte de Cassini (XVIIIe siècle), la carte d'état-major (1820-1866) et les cartes ou photos aériennes de l'IGN pour la période actuelle (1950 à aujourd'hui).

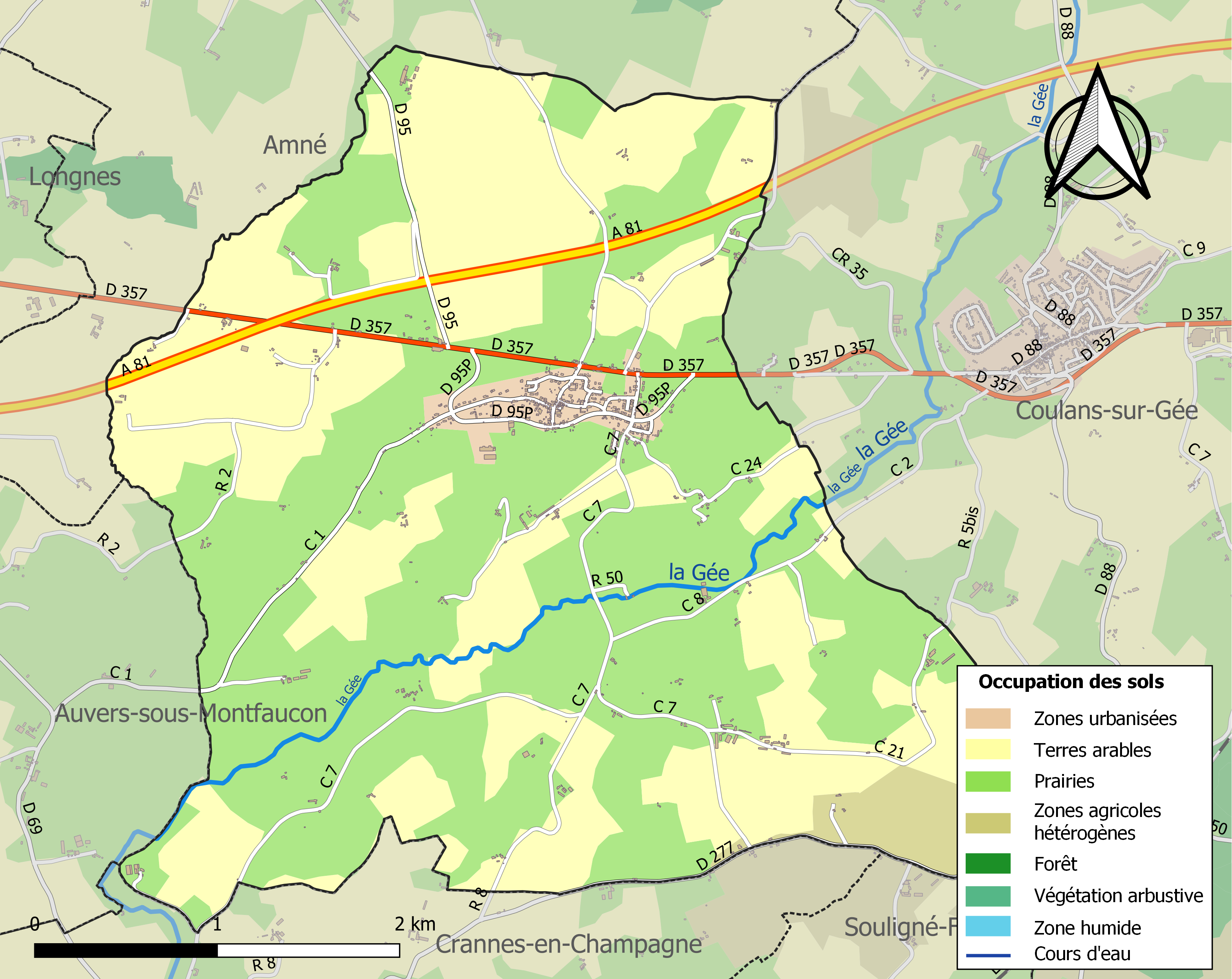
Carte des infrastructures et de l'occupation des sols de la commune en 2018 (CLC).

## Histoire
Autrefois seigneurie connue sous le nom de "Brains", les terres de Brains-sur-Gée avaient pour seigneurs au XVIIIe siècle la famille Prudhomme de La Boussinière.
On compte notamment René Prudhomme Prudhomme de La Boussinière, né le 1er avril 1701 à Mareil-en-Champagne et mort le 14 septembre 1788 au château des Touches.
Le village de Brains était autrefois desservi par les Tramways de la Sarthe.

## Politique et administration
| Période                                  | Période   | Identité         | Étiquette | Qualité                  |
| ---------------------------------------- | --------- | ---------------- | --------- | ------------------------ |
| (avant 2001)                             | mars 2001 | Pierre Le Borgne |           |                          |
| 2001                                     | mars 2008 | Jean-Paul Martin |           | Agriculteur              |
| mars 2008                                | mai 2020  | Laurent Veau     |           | Responsable informatique |
| mai 2020                                 | En cours  | Paulo Baptista   | SE        | Fonctionnaire de police  |
| Les données manquantes sont à compléter. |           |                  |           |                          |

## Démographie
L'évolution du nombre d'habitants est connue à travers les recensements de la population effectués dans la commune depuis 1793. Pour les communes de moins de 10 000 habitants, une enquête de recensement portant sur toute la population est réalisée tous les cinq ans, les populations de référence des années intermédiaires étant quant à elles estimées par interpolation ou extrapolation. Pour la commune, le premier recensement exhaustif entrant dans le cadre du nouveau dispositif a été réalisé en 2007.
En 2022, la commune comptait 781 habitants, en évolution de −3,82 % par rapport à 2016 (Sarthe : −0,25 %, France hors Mayotte : +2,11 %).
| 1793  | 1800  | 1806  | 1821  | 1831  | 1836  | 1841  | 1846  | 1851  |
| ----- | ----- | ----- | ----- | ----- | ----- | ----- | ----- | ----- |
| 1 036 | 1 023 | 1 151 | 1 189 | 1 207 | 1 103 | 1 121 | 1 066 | 1 040 |

| 1856  | 1861 | 1866 | 1872 | 1876 | 1881 | 1886 | 1891 | 1896 |
| ----- | ---- | ---- | ---- | ---- | ---- | ---- | ---- | ---- |
| 1 015 | 989  | 939  | 887  | 873  | 811  | 798  | 821  | 728  |

| 1901 | 1906 | 1911 | 1921 | 1926 | 1931 | 1936 | 1946 | 1954 |
| ---- | ---- | ---- | ---- | ---- | ---- | ---- | ---- | ---- |
| 708  | 700  | 663  | 601  | 602  | 545  | 507  | 514  | 477  |

| 1962 | 1968 | 1975 | 1982 | 1990 | 1999 | 2006 | 2007 | 2012 |
| ---- | ---- | ---- | ---- | ---- | ---- | ---- | ---- | ---- |
| 479  | 420  | 393  | 380  | 430  | 456  | 587  | 606  | 740  |

| 2017 | 2022 | - | - | - | - | - | - | - |
| ---- | ---- | - | - | - | - | - | - | - |
| 820  | 781  | - | - | - | - | - | - | - |

## Lieux et monuments
Des œuvres enfermées dans l'église de la Nativité-de-Notre-Dame sont classées comme monuments historiques :
- deux sculptures du XVIe siècle : L'Arrestation du Christ et Le Christ devant Pilate ;
- le retable et deux bas-reliefs du XVIe siècle : La Descente de Croix et Le Christ rencontrant sainte Véronique.

L'intersection du  48e parallèle nord nord et du méridien de Greenwich se trouve sur le territoire de la commune (voir aussi le Degree Confluence Project).
Le château des Touches est également remarquable. Au XVIIIe siècle, cette propriété et sa seigneurie fût rachetée par la famille Prudhomme de La Boussinière qui le fit reconstruire "à la moderne". Les armoiries de la famille sont sculptées de part et d'autre du château.

## Personnalités liées à la commune
- René Prudhomme de La Boussinière, seigneur de Brains, Les Touches, Les Grandes Métairies, Saint-Christophe, Monceau, La Barbarie, La Grande-Buchaille, etc., membre et ancien directeur général de la Société royale d'agriculture de la ville du Mans, membre des Assemblées provinciales de Tours et du Mans, ancien conseiller de l'hôtel-commun du Mans, administrateur des hôpitaux[23],[24].
- René-Jean-François Prudhomme de La Boussinière, écuyer, conseiller-secrétaire du roi près le parlement de Grenoble de 1782 à 1790, président de l’Élection du Mans, subdélégué de l’intendant de Touraine, il participa aux travaux du bureau d’agriculture en qualité de membre associé et fournit plusieurs rapports notamment sur l'introduction de la pomme de terre dans la Sarthe. Il est seigneur de Brains et propriétaire du château de Touches qui passera à son fils Jacques[25],[26].